# Le Père Milon (recueil)
Pour la nouvelle ayant donné son nom au recueil, voir Le Père Milon.
Le Père Milon est un recueil de nouvelles de Guy de Maupassant publié en 1899 (posthume) chez l'éditeur Ollendorff.

## Nouvelles
Cet ouvrage est composé des nouvelles suivantes : 
- Le Père Milon (1883)
- Par un soir de printemps (1881)
- L'Aveugle (1882)
- Le Gâteau (1882)
- Le Saut du berger (1882)
- Vieux Objets (1882)
- Magnétisme (1882)
- Un bandit corse (1882)
- La Veillée (1882)
- Rêves (1882)
- Confessions d'une femme (1882)
- Clair de lune (1882)
- Une passion (1882)
- Correspondance (1882)
- Rouerie (1882)
- Yveline Samoris (1882)
- L'Ami Joseph (1883)
- L'Orphelin (1883)